# Дрондорф
Дрондорф (нем. Drohndorf) — посёлок в Германии, расположен в федеральной земле Саксония-Анхальт. Входит в состав района Ашерслебен-Штасфурт. Подчиняется управлению Ашерслебен/Ланд. Население 531 чел. Занимает площадь 6,11 км².